# Padovo pri Osilnici
Padovo pri Osilnici este o localitate din comuna Osilnica, Slovenia, cu o populație de 13 locuitori.